# Stekelhaaien (Acanthodii)
De Acanthodii (ook wel stekelhaaien genoemd) zijn de oudst bekende (uitgestorven) vertebraten die zowel kaken met tanden als vinnen bezaten. Er wordt verondersteld dat deze kaken zijn ontstaan uit de eerste kieuwbogen van hun voorouders, die bestonden uit scharnierende stukjes kraakbeen. Ondanks het feit dat ze stekelhaaien genoemd werden bestonden de Acanthodii al voor de haaien. Er wordt verondersteld dat de Acanthodii nauw verwant zijn aan de voorouders van de beenvissen.

## Kenmerken
De meeste stekelhaaien waren 10 tot 30 cm lang, sommige werden zelfs tot 2 meter lang. Alle hadden ze een sterk gestroomlijnd, zijdelings afgeplat lichaam met gepaarde vinnen en een omhooggerichte staart. Alle vinnen, behalve de staartvin, waren verstevigd met sterke, benige stekels, maar werden verder ontwikkeld om de wendbaarheid in het water te verbeteren. De stekels moesten voorkomen dat de vissen werden opgeslokt door grotere roofvissen. De schubben van Acanthodii hadden kenmerkende 'versieringen' die eigen zijn voor elke orde. Ze zijn klein, met een bolvormige basis, een nek en een platte of licht gebogen ruitvormige kroon. Zodoende worden de schubben vaak gebruikt om de relatieve leeftijd van sedimentair gesteente te bepalen.
De meeste hadden een laag kleine, diamantvormige schubben. Ze hadden grote, aan de voorkant staande ogen. Aan weerszijden achter de kaken bevonden zich vijf kieuwen, die waren bedekt met een kieuwdeksel of operculum. Sommige dieren hadden sterk vergrote schubben die een benige bedekking vormden van kop en schoudergordel.

## Ontwikkeling
De ontwikkeling van deze dieren voltrok zich in zee aan het begin van het Siluur, zo'n 50 miljoen jaar voordat de eerste haai verscheen. Na de kolonisatie van het zoete water stagneerde hun bloei. Hun aanwezigheid in de rivieren en meren uit het Devoon en in de moerassen van het Carboon was groot. De opkomst van de eerste, primitieve beenvissen kondigde aan dat hun einde nabij was. De groep hield stand tot in het Perm, toen ze uitstierven.
Hoewel hun inwendige skeletten uit kraakbeen bestonden had een beenachtig materiaal zich ontwikkeld in de huid van deze vissen (nauw aansluitende schalen). Sommige schalen waren zeer groot en vormden een benige bedekking op de top van het hoofd en de onderste schoudergordel. Andere ontwikkelden een benige flap over de kieuw-openingen, die analoog is aan het operculum bij latere beenvissen.

## Taxonomie
Een idee van een onderverdeling:
- Klasse: Acanthodii (Stekelhaaien)
  - Incertae sedis
    - Geslacht: Gemuendolepis † Gross, 1973
    - Geslacht: Gomphacanthus † Davis, 1884
    - Geslacht: Homacanthus † Agassiz, 1845
    - Geslacht: Nodocosta † Gross, 1940
    - Geslacht: Nodonchus † White, 1961
    - Geslacht: Oracanthus † Agassiz, 1843
    - Geslacht: Paucicanthus † Hanke, 2002
    - Geslacht: Seretolepis † Karatajute-Talimaa, 1968
    - Geslacht: Triazeugacanthus † Miles, 1966
    -  Geslacht: Yealepis † Burrow and Young, 1999

  - Orde: Acanthodiformes † Berg, 1940
    -  Geslacht: Acanthodes † Agassiz, 1843

  - Orde: Climatiiformes † Berg, 1940
    - Geslacht: Brochoadmones † Bernacsek and Dineley, 1977
    - Geslacht: Climatius † Agassiz, 1845
    - Geslacht: Gladiobranchus † Bernacsek and Dineley, 1977
    -  Geslacht: Tetanopsyrus † Gagnier et al., 1999

  -  Orde: Ischnacanthiformes † Berg, 1940
    - Geslacht: Ischnacanthus † Powrie, 1864
    -  Geslacht: Machaeracanthus † Newberry, 1857